# سهره دم‌کوتاه
سهره دم‌کوتاه (نام علمی: Idiopsar brachyurus) نام یک گونه از تیره فرخنده است.